# Biedermann i podpalacze
Biedermann i podpalacze (oryg. niem. Biedermann und die Brandstifter) – dramat Maxa Frischa napisany w 1953 roku dla radia, w 1958 autorsko zaadaptowany dla teatru i telewizji jako sztuka w 6 scenach (w 1960 dodano epilog).

## Treść
"Do willi pana Biedermanna przychodzą podpalacze. Wyglądają bardzo niewinnie, jeden jest bezrobotnym zapaśnikiem, drugi byłym kelnerem. Pan Biedermann daje im jeść, nawet pozwala im spać na własnym strychu. Chce wierzyć, że to nie są podpalacze. Ale dwaj młodzi ludzie wcale się nie krępują. Nawet nie udają. Na strychu Biedermanna magazynują beczki z benzyną. Biedermann nie dzwoni na policję, nie alarmuje strażaków. Podpalacze są na jego własnym strychu, są swoi i można ich oswoić. Wtedy nie zrobią nic złego. Najwyżej spalą parę kamienic obok. Ale Biedermann nie oswoił podpalaczy, raczej podpalacze oswoili pana Biedermanna. Jadł im niemal z ręki. Nawet im pożyczył zapałki. Potem wybuchł pożar. Spalił się w nim pan Biedermann i jego żona, i jego pokojówka, i stołowe srebra, i willa [...]". (Teatr Wybrzeże, 1999)
"Bohaterem jest Biedermann, biznesmen z ambicjami politycznymi. Wraz z żoną wiodą dostatnie życie, chcąc być postrzegani jako wzór cnót moralnych i obywatelskich. Miasto jest terroryzowane przez podpalaczy. Chaos i strach nie udzielają się Biedermannowi, przekonanemu, że zło może wydarzyć się tylko u sąsiada. Na strychu biznesmena pojawiają się tajemniczy goście. Biedermann przyjmuje ich jak przyjaciół. Czy zapaśnik i były więzień istnieją naprawdę? Spektakl z zaskakującym, kryminalnym i metafizycznym finałem, dawką czarnego humoru, ze świetnie napisanymi rolami. To zresztą komentarz do obecnej epoki różnego rodzaju terrorystów, którzy przenikają społeczeństwo i powodują ludźmi bez ich wiedzy. Konfrontuje widza z tymi, którzy nie potrafią spojrzeć prawdzie w oczy. Mówi o świecie, w którym osiągnięcie stabilizacji wyklucza prawdę i moralność. Gdzie zgoda na mniejsze lub większe zło to jak podpisanie cyrografu z diabłem". (Teatr Nowy im. Kazimierza Dejmka w Łodzi, 2010)

### Wymowa nazwiska
Biedermann to po polsku poczciwiec, lecz jest też określeniem mieszczucha, który osiągnąwszy minimum dobrobytu uważa, że najważniejsze jest jego zachowanie. Wierzy, że drobne ustępstwa pozwolą mu zachować odrobinę komfortu i pozycję społeczną. Taka postawa doprowadza do katastrofy. Sztukę Maxa Frischa interpretowano jako parabolę groteskowo-historyczną, ukazującą socjologiczne i psychologiczne podłoże przemocy istniejącej na świecie, co odczytywano jako symboliczne ukazanie źródeł faszyzmu. 

## Ważniejsze polskie inscenizacje dramatu

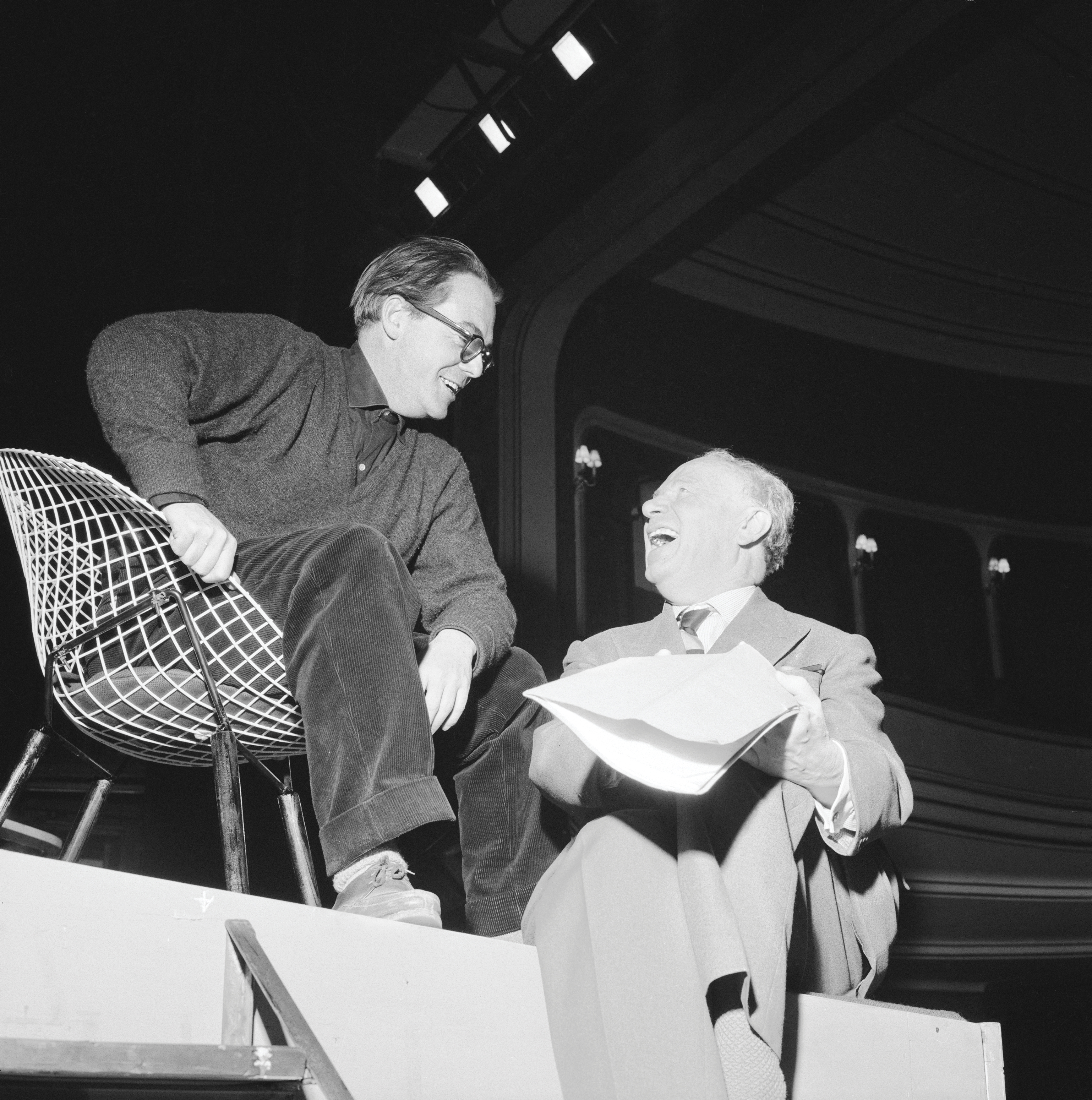
Max Frisch z Oskarem Wälterlinem podczas próby do Biedermanna i podpalaczy (1958)

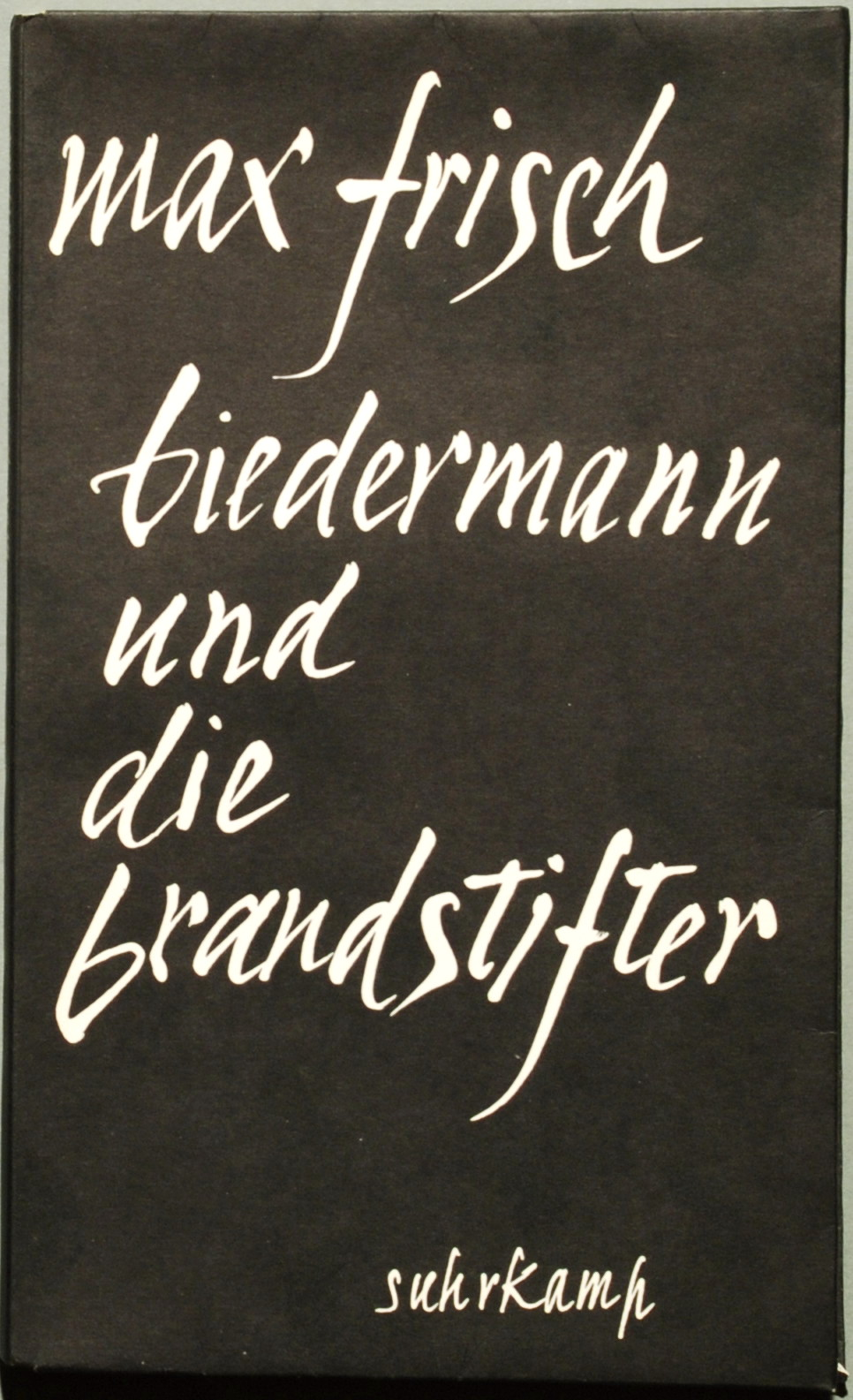
Okładka pierwszego programu teatralnego (1958)

| rok  | teatr                                     | reżyser            | obsada |
| ---- | ----------------------------------------- | ------------------ | --- |
| 2010 | Teatr Nowy w Łodzi                        | Krzysztof Babicki  | Andrzej Szczytko, Małgorzata Flegel, Wojciech Bartoszek, Piotr Seweryński, Ryszard Chlebuś, Teresa Makarska, Leszek Żukowski, Magdalena Kaszewska, Jerzy Krasuń |
| 1999 | Teatr Wybrzeże                            | Krzysztof Babicki  | Igor Michalski, Ewa Kasprzyk, Zbigniew Olszewski, Jarosław Tyrański, Adam K. Trela, Alina Lipnicka, Tamara Arciuch |
| 1975 | Scena Kameralna Teatru Wybrzeże w Sopocie | Stanisław Różewicz | Stanisław Igar, Bogusława Czosnowska, Krzysztof Gordon, Lech Grzmociński, Leszek Ostrowski, Barbara Patorska, Henryk Sakowicz, Kazimierz Iwor |
| 1964 | Teatr Telewizji                           | Erwin Axer         | Mieczysław Pawlikowski, Barbara Ludwiżanka, Mieczysław Czechowicz, Andrzej Łapicki, Tadeusz Surowa, Hanna Parysiewicz, Edmund Fiedler, Barbara Wrzesińska oraz Kazimierz Rudzki, Jerzy Dobrowolski, Stanisław Gawlik, Marian Friedmann, Witold Skaruch, przewodnik chóru strażaków – Władysław Hańcza, |
| 1959 | Teatr Współczesny w Warszawie             | Erwin Axer         | Mieczysław Pawlikowski, Barbara Ludwiżanka, Mieczysław Czechowicz, Andrzej Łapicki, Tadeusz Surowa, Hanna Parysiewicz, Edmund Fiedler, Barbara Wrzesińska oraz Kazimierz Rudzki, Jerzy Dobrowolski, Stanisław Gawlik, Marian Friedmann, Witold Skaruch, przewodnik chóru strażaków – Władysław Hańcza, |

## Bohaterowie dramatu
- Gottlieb Biedermann, fabrykant i właściciel willi
- Babette Biedermann, jego żona
- Willy Eisenring, kelner (podpalacz)
- Josef Schmitz, zapaśnik (podpalacz)
- doktor filozofii, ich wspólnik (podpalacz)
- Anna, służąca
- wdowa Knechtling
- policjant
- dziennikarz
- chór strażaków